# يوسف منير
يوسف منير كاتب ومحلل سياسي فلسطيني أمريكي يُقيم في الولايات المتحدة. وهو المدير التنفيذي للحملة الأمريكية لحقوق الفلسطينيين. عمل سابقًا في إدارة صندوق القدس للتعليم وتنمية المجتمع. وكان أيضًا محلل سياسات في اللجنة الأمريكية العربية لمكافحة التمييز.

## النشأة والتحصيل العلمي
ولد منير في فلسطين المحتلة، وقضى معظم حياته المبكرة في نيوجيرسي.
يحمل منير درجة البكالوريوس في العلوم السياسية والتاريخ من جامعة ماساتشوستس في أمهيرست، وخمس درجات جامعية في العلاقات الدولية من كلية ماونت هوليوك. وهو حاصل أيضًا على شهادة الدكتوراه في الحكومة والسياسة من جامعة ماريلاند.

## الحياة الشخصية
متزوج من فلسطينية من مدينة نابلس في الضفة الغربية المحتلة. التقيا في ماساتشوستس عندما التحقا في الكليات المجاورة. وكلاهما يعيش خارج واشنطن.